# Бланка II Наваррская
Бланка II Наваррская (9 июня 1424, Олите — 2 декабря 1464, Ортез) — титулярная королева Наварры, была дочерью Хуана II Арагонского и Бланки I Наваррской, кроме этого, по браку, она была инфантой Кастилии и Леона.

## Биография
В 1427 году она, её брат и сестра были объявлены законными наследниками Королевства Наварра. Бланка была обещана в жены наследнику трона Кастилии в 1436 году, в подтверждение мирного договора между Кастилией и Наваррой.
Королева Бланка I сопровождала дочь в Кастилию на торжества по поводу её бракосочетания, проходившие в Вальядолиде 16 сентября 1440 года. Заключенный брак так и не был консумирован. В 1453 году, спустя 13 лет, брак был аннулирован. Официальное обследование подтвердило девственность королевы. Развод был согласован с Папой Римским под предлогом того, что некие колдовские силы помешали Энрике IV исполнить свой супружеский долг. После развода Бланку отправили домой, в Наварру.
В 1461 году, после смерти её брата, Карла Вианского, многие недовольные наваррцы и приверженцы антиарагонской партии считали Бланку законной королевой, а не её отца, занявшего трон королевства. Письма Карла Вианского, в которых он называет своей наследницей сестру, подкрепляют претензии Бланки на трон.
Одна, заключенная в замке Олите, Бланка была оставлена на милость своего отца, который принимает решение вступить в новый союз с Францией. Король Франции Людовик XI и отец Бланки Хуан II Арагонский решили, что 38-летняя Бланка должна стать женой 16-летнего Карла де Валуа, младшего брата французского короля. Но Бланка отказалась быть пешкой в политической игре, и свадьба не состоялась.
Король Хуан II Арагонский был взбешен неповиновением дочери, он отправляет Бланку к другой своей дочери, Леонор, и её мужу, Гастону IV де Фуа, где она фактически становится пленницей в доме собственной сестры. Между тем, дорога к замку сестры и зятя в Беарн лежала через земли, подвластные злейшим врагам Бланки, и, соответственно, была явной угрозой её жизни. 30 апреля 1462 года Бланка в своем завещании называет своим наследником бывшего мужа Энрике IV Кастильского.
По прибытии в Беарн Бланка была заключена в башню Монкада, где и умерла 2 декабря 1464 года при загадочных обстоятельствах. Некоторые говорили, что она была отравлена по приказу сестры, другие — что пала жертвой интриг отца. Похоронена в кафедральном соборе Лескара во Франции.
Всю свою жизнь Бланка оставалась бездетной.